# Les Veys
Les Veys är en kommun i departementet Manche i regionen Normandie i norra Frankrike. Kommunen ligger i kantonen Carentan som tillhör arrondissementet Saint-Lô. År 2018 hade Les Veys 441 invånare.

## Befolkningsutveckling
Antalet invånare i kommunen Les Veys
| Referens: INSEE |